# Дворец Маффеи (Верона)
Дворец Маффеи (итал. Palazzo Maffei) — исторический дворец в Вероне на севере Италии, расположенный на северо-западной части площади Пьяцца делле Эрбе.

## История
Здание было построено в нынешнем месте в XV веке, однако 20 декабря 1469 года Маркантонио Маффей решил расширить его, надстроив третий этаж. Строительные работы завершились только к 1668 году.

## Описание дворца
Трёхэтажный фасад дворца выполнен в стиле барокко. Он начинается чуть выше уровня площади: ниже расположены остатки древнеримского холма Капитолия, где позже была создана Пьяцца делле Эрбе.
На первом этаже расположены пять аркад между тимпанами. Над каждой аркадой находится окно с элегантным балконом, разделённым ионическими полуколоннами, украшенными большими масками.
Третий этаж дворца выполнен в том же стиле, что и второй, но имеет окна меньшего размера и пилястры. Верх фасада выполнен в стиле балюстрады с шестью статуями божеств, среди которых Геркулес, Юпитер, Венера, Меркурий, Аполлон и Минерва.
Последние вырезаны из местного мрамора, за исключением Геркулеса, который, как считается, произошёл из древнего храма, который когда-то был расположен на римском капитолийском холме. Внутри дворца расположена своеобразная винтовая каменная лестница.